# Hófehérke (film, 2025)
A Hófehérke (angolul: Disney’s Snow White, vagy egyszerűen Snow White) 2025-ben bemutatott amerikai zenés fantasyfilm, amely az 1937-es Hófehérke és a hét törpe című Walt Disney rajzfilm élőszereplős újragondolása. Az eredeti rajzfilm a Grimm fivérek 1812-ben kiadott azonos című meséjén alapult. A filmet a Walt Disney Pictures és a Marc Platt Productions gyártotta, rendezője Marc Webb, forgatókönyvírója pedig Erin Cressida Wilson volt. A címszerepet Rachel Zegler alakítja, aki Hófehérke hercegnőt formálja meg – a lányt, aki mostohaanyja, a Gonosz Királynő (Gal Gadot) merényletkísérlete elől menekülni kényszerül, majd a hét törpe és egy Jonathan nevű útonálló (Andrew Burnap) segítségével megkíséreli visszaszerezni királyságát.
A Hófehérke új feldolgozásának terveit 2016 októberében erősítették meg, Wilson forgatókönyvíróként való részvételével. Webb-bel 2019 májusában kezdtek tárgyalni, majd szeptemberben hivatalosan is bejelentették, hogy ő lesz a film rendezője. A fő forgatás az Egyesült Királyságban zajlott 2022 márciusa és júliusa között, majd egyes jeleneteket 2024 júniusában újraforgattak. A filmet eredetileg 2024 márciusában tervezték bemutatni, de a 2023-as SAG-AFTRA sztrájk miatt elhalasztották a premiert.
A bemutató előtt a film jelentős vitákat váltott ki a szereposztás, a történet változtatásai és a hét törpe újragondolása miatt. További viták forrása volt a főszereplő Rachel Zegler nyilvános kritikája az eredeti filmmel és Donald Trumppal szemben, valamint az ő és Gadot ellentétes álláspontja az izraeli–palesztin konfliktusról, ami politikai oldalak részéről is bojkottfelhívásokhoz vezetett.
A Hófehérke világpremierje 2025. március 12-én volt a spanyolországi Segoviában, az Alcázar kastélyban, az amerikai bemutató pedig március 21-én volt. Magyarországon egy nappal korábban a Fórum Hungary forgalmazásában, március 20-án mutatták be a mozikban. A kritikai fogadtatás vegyes volt: dicsérték Zegler alakítását, ugyanakkor több stilisztikai megoldást bíráltak. 240–270 millió dolláros gyártási költségével a Disney egyik legdrágább filmje, ám a világszerte elért 206 millió dolláros bevételével pénzügyi bukás lett.

## Cselekmény
Egy jóságos királyi pár kislánya egy hóvihar idején születik meg, és a nap tiszteletére elnevezik Hófehérkének. Évekkel később a királynő megbetegszik és meghal. A király nemsokára újraházasodik, feleségül vesz egy csodaszép de titokzatos nőt, mielőtt elindul, hogy hadjáratot indítson a birodalom déli határait fenyegető lázadók ellen. Amikor nem tér vissza, az új királyné elfoglalja a trónt, és felfedi igazi hiú gonosz valóját.
A Gonosz Királynő uralma alatt az emberek nélkülöznek az adók miatt, vagy besorozzák őket a királyi gárdába. Mindenki azt hiszi, hogy Hófehérke meghalt és nem is sejtik, hogy a palotába van bezárva mosólányként. A királynő attól tart, hogy Hófehérke szépsége egy napon felülmúlja az övét, ezért naponta felkeresi igazmondó varázstükrét, hogy megkérdezze akad-e párja szépség dolgában. A tükör mindig azt a választ adja hogy ő a legszebb a vidéken.
Egy nap Hófehérke rajtakapja Jonathant, egy tolvajbanda vezetőjét amint éppen az éléskamrában portyázik. A királynő büntetésképpen a kapuhoz kötözteti, de a hercegnő kiszabadítja és némi kenyérrel útjára bocsátja. Ugyanezen a napon a varázstükör azt válaszolja hogy Hófehérke a legszebb. A királynő feldühödve megparancsolja Vadászának, hogy ölje meg a mostohalányát, és bizonyítékul hozza vissza a szívét egy díszes szelencében. A Vadász nem tudja rászánni magát a feladat teljesítésére; ehelyett figyelmezteti Hófehérkét a királynő gonosz tervére. Hófehérke az erdő mélyébe menekül.
Az erdei állatok egy takaros házikóba vezetik. A ház a hét törpe tulajdonában van, kiknek neve Tudor, Morgó, Szende, Szundi, Hapci, Vidor és Kuka. A törpék a gyémántbányában dolgoznak, és hazaérve az ágyukban az alvó hercegnőt találják. Megsajnálják miután elmeséli mi történt vele.  Amikor a királynő rájön, hogy Hófehérke életben van megbünteti a Vadászt. A kapitányt és katonáit bízza meg a lány megtalálásával, akik többszöri próbálkozással is kudarcot vallanak, de Jonathant sikeresen elfogják és a királynő parancsára bebörtönzik. A mostoha visszavonul titkos kamrájába, majd ott átváltozik házaló öregasszonnyá, és megalkot egy mérgezett almát Hófehérkének szánva.
Miután a törpék elmennek dolgozni, a királynő rátalál a házikójukra, és Hófehérke bizalmába férkőzve eléri, hogy megegye az almát. Ezután felfedi mostohalányának, hogy ő ölte meg az apját. Hófehérke az alvó halálba szenderül, a királynő pedig visszatér a kastélyba. A törpék visszatérésükkor megtalálják szeretett hercegnőjüket élettelenül. Jonathan, aki a Vadász segítségével megszökött a királynő tömlöcéből, megcsókolja Hófehérkét. A lány felébred és összefog a törpékkel illetve Jonathan tolvajtársaival, hogy megdöntsék a gonosz királynő hatalmát.
Hófehérke a kastély elé vonulva népével együtt szembeszáll mostohaanyjával, aki egy gyémánttőrt adva neki erőszakkal provokálja hogy végezzen vele. Hófehérke nem hajlandó bántani, ehelyett emlékezteti az embereket, milyen volt a királyság a szülei uralma alatt. Az emlékektől és a hercegnő kedvességétől meghatódva az őrök felsorakoznak a királynő előtt, és csatlakoznak a néphez. A királynő dühében megpróbálja megtámadni Hófehérkét, de a törpék és Jonathan emberei megvédik őt. A kudarcot vallott mostoha besiet a szobájába, ahol a tükör azt válaszolja, hogy Hófehérke mindig szebb lesz nála, mivel kedves és igazságos vagyis belső szépségének nincs párja. Hófehérke betoppan, épp amikor a királynő elpusztítja a tükröt ami szilánkokra törik. Ennek eredményeként ő maga is szilánkokká változik, mivel a tükör volt ereje forrása. A tükör varázserejét elvesztve helyreállítja önmagát, a hiú uralkodónő pedig eltűnik mögötte.
Nemsokára ünnepséget tartanak. Hófehérkét pedig új királynőnek kiáltják, aki visszaállította birodalma rendjét és harmóniáját.

## Szereplők
| Szereplő        | Színész                  | Magyar hang                        |
| --------------- | ------------------------ | ---------------------------------- |
| Hófehérke       | Rachel Zegler            | Engel-Iván Lili                    |
| Hófehérke       | Emilia Faucher (gyermek) | Schmidt Regina                     |
| Hófehérke       | Olivia Verrall (baba)    | Eredeti hang                       |
| Gonosz királynő | Gal Gadot                | Horváth Lili Molnár Gyöngyi (ének) |
| Jonathan        | Andrew Burnap            | Kádár-Szabó Bence                  |
| Vadász          | Ansu Kabia               | Papp Dániel                        |
| Jó király       | Hadley Fraser            | Nagy Balázs                        |
| Jó királynő     | Lorena Andrea            | Füredi Nikolett                    |
| Szereplő        | Eredeti hang             | Magyar hang                        |
| Varázstükör     | Patrick Page             | Melis Gábor                        |
| Tudor           | Jeremy Swift             | Csuha Lajos                        |
| Szende          | Tituss Burgess           | Ágoston Péter                      |
| Kuka            | Andrew Barth Feldman     | Kenéz Ágoston                      |
| Morgó           | Martin Klebba            | Vida Péter                         |
| Hapci           | Jason Kravits            | Bolba Tamás                        |
| Vidor           | George Salazar           | Kisfalusi Lehel                    |
| Szundi          | Andy Grotelueschen       | Pál Tamás                          |

### Magyar változat
- Magyar szöveg: Zalatnay Márta
- Dalszöveg: Cseh Dávid Péter, Csörögi István, Nedeczky Edit, Szalóky József
- Felvevő hangmérnök: Salgai Róbert
- Vágó: Kránitz Bence
- Gyártásvezető: Bogdán Anikó
- Zenei rendező: Bolba Tamás
- Szinkronrendező: Kránitz Lajos András
- Produkciós vezető: Máhr Rita

A szinkront a Disney Character Voices International megbízásából az Iyuno Hungary készítette.

## A film készítése
2016. október 31-én a The Hollywood Reporter arról számolt be, hogy a Walt Disney Pictures egy élőszereplős remake-et fejleszt a Hófehérke és a hét törpe című klasszikus meséből. A projekt vezető producere Marc Platt, aki elkötelezett rajongója az eredeti filmnek, míg a forgatókönyv megírására Erin Cressida Wilson került szóba. Callum McDougall, aki harmadik alkalommal dolgozik együtt a Disney-vel és Platt-tel, vezető producerként vesz részt a filmben. 2019. május 30-án arról számoltak be, hogy Marc Webb tárgyalásokat folytat a rendezői posztról. 2021 novemberében pedig Greta Gerwig neve is felmerült, mint a forgatókönyv egyik társszerzője. Emellett Gurinder Chadha is komoly jelölt volt a projekt vezetésére. Végül a forgatókönyv kizárólagos írójaként Erin Cressida Wilson kapott hivatalos elismerést, míg Gerwig mellett Jez Butterworth, Steven Levenson, Jeff Nathanson, Victoria Strouse és Chris Weitz is megkapta a háttérben végzett további irodalmi munkáért járó elismerést.

### Forgatás
A film forgatását eredetileg 2020 márciusában tervezték elkezdeni Vancouverben és Los Angelesben, de a koronavírus-világjárvány miatt 2020 júliusára halasztották. 2021 augusztusában bejelentették, hogy a forgatás az Egyesült Királyságban zajlik majd 2022 márciusa és júliusa között. A forgatási munkálatok 2022. március 7-én kezdődtek meg. Március 15-én azonban egy tűzvész súlyosan megrongálta a produkció díszleteit a Pinewood Studios területén – a helyszínen éppen építkezés folyt, amikor egy fa kigyulladt, hatalmas lángokat okozva. A Disney egyik forrása megerősítette, hogy a tűzeset idején nem zajlott éppen forgatás. A forgatási ütemtervet átalakították, hogy Rachel Zegler Los Angelesbe utazhasson a 94. Oscar-gálára, ahol a West Side Story stábját támogatta. Ez idő alatt Gal Gadot megkezdte saját jeleneteinek forgatását. Az eredeti animációs változattól eltérően karaktere ezúttal énekel és táncol is a filmben. Gadot 2022. április 22-én megerősítette, hogy befejezte a saját jeleneteit, később pedig elmondta, mennyire élvezte az első Disney gonosz szerepének eljátszását. Hozzátette, hogy a film musical jellege miatt a hangjának megváltoztatásával tudott drámaibb alakítást nyújtani. 2022. július 13-án Zegler bejelentette, hogy a forgatás hivatalosan is befejeződött. 2024 júniusában azonban további felvételekre került sor. A film zenei betéteit és táncjeleneteit Mandy Moore, a Kalifornia álom koreográfusa készítette.

## Bemutató
A 2022-es D23 Expo bemutatóján bejelentették, hogy a Hófehérke 2024-ben kerül a mozikba. 2022. szeptember 15-én közölték, a film megjelenési dátuma 2024. március 22-e lesz. 2023 októberében azonban a filmet egy évvel, 2025. március 21-re, elhalasztották, a késés indokaként a 2023-as SAG-AFTRA sztrájkot említették. A filmet IMAX, Dolby Cinema, 4DX, ScreenX és D-Box változatban is bemutatták.
Az európai premierre 2025. március 12-én került sor a spanyolországi Segovia Alcázarban, amely az eredeti animációs filmben a kastély inspirációjául szolgált, hogy a filmet egy „mesebeli” helyszínen mutassák be. A szokásos vörös szőnyeges, sajtó nélküli hollywoodi premierre az El Capitan Theatre-ben került sor 2025. március 15-én, a Zegler és Gadot politikai nézetei körüli viták miatt.

## Viták

### Gadot és Zegler politikai nézetei
Gadot és Zegler nyíltan beszélt néhány politikai álláspontjáról, ami további vitákat váltott ki a projekttel kapcsolatban. A film előzetesének megjelenése az izraeli–palesztin konfliktus mindkét oldalán bojkottálásra szólított fel, mivel Gadot és Zegler ellentétes álláspontot képviselnek a konfliktusban: Gadot Izraelt, Zegler pedig Palesztinát támogatja. A MAGA támogatói a 2024-es amerikai elnökválasztás után újabb bojkottfelhívást tettek közzé, amikor Zegler azt posztolta, hogy „Fuck Donald Trump”, és kritizálta azokat, akik az újraválasztására szavaztak. Zegler később nyilvánosan bocsánatot kért, mondván, nem akart ártani az üzenetével, ugyanakkor a békességre tért ki. Utóbb Gadot egy interjúban azt mondta, hogy szerinte az Izrael-ellenesség is hozzájárult a film kudarcához.

### A „törpék” helyzete
Peter Dinklage kisnövésű színész amiatt kritizálta a készítőket, hogy a latin Zegler szerepeltetésével progresszívnek igyekeznek feltűnni, a törpék, avagy a fogyatékkal élők helyzetét mégsem próbálják megváltoztatni, azok továbbra is „együtt élnek egy barlangban”. A Disney reagálása szerint „mindent megtesznek, hogy ne ismételjék meg az eredeti film sztereotípiáit: más megközelítést választanak és a kisnövésű emberek közösségeivel is konzultálnak a film készítése közben”. Ennek végül az lett az eredménye, hogy a törpéket animált karakterek alakították alacsony növésű színészek helyett, akiknek ez munkalehetőség lett volna.

### Az „öntudatos” Hófehérke
A filmet már a megjelenés előtt is számos bírálat és gúnyolódás övezte, amik főleg a film „woke” jellegét érintették, utalva a főszereplő származására, illetve Zegler azon nyilatkozatára, amiben egy öntudatos nőként utalt a szerepére, aki „már nem a szerelemről álmodik, hanem hogy vezetővé váljon”. A rajzfilm rendezőjének, David Handnek a fia, David Hale Hand is kritizálta a Disney azon eljárását, hogy az apja által rendezett klasszikust utólag igazítja az újabb korok trendjeihez, miközben szerinte akik az új felfogásban készült filmet dicsérik nem is látták az eredetit, így nem is lehet fogalmuk arról, hogy miről beszélnek.

## Fogadtatás

### Bevétel
2025. június 30-ig a Hófehérke az Egyesült Államokban és Kanadában 87,2 millió dollárt, a világ többi részén pedig 118,5 millió dollárt hozott, így a globális összbevétel 205,7 millió dollárra rúgott. A The Hollywood Reporter szerint több stúdióvezető úgy vélte, hogy a filmnek nehézséget okozhat elérni a 300–400 millió dolláros világszintű bevételt.
Az Egyesült Államokban és Kanadában a Hófehérke a The Alto Knights és az Ash című filmekkel egy időben került bemutatásra, és az első hétvégén 4200 moziban 45–55 millió dolláros nyitóbevételt jósoltak neki. Korábban még 63–70 millió dolláros nyitást prognosztizáltak, az elemzők pedig a Demóna (2014) 69,4 milliós bemutatkozásához hasonlították az előrejelzést, bízva abban, hogy a film képes lesz felülkerekedni a körülötte kialakult vitákon, és pénzügyileg jól teljesít majd, mivel a premier hétvégéjén nem akadt komoly riválisa. Február végére azonban a várakozásokat lefelé módosították. A film nyitónapján 16 millió dollárt keresett, ebből körülbelül 3,5 millió dollár az előző esti (csütörtöki) elővetítésekből származott. A premier hétvégén végül 42,2 millió dolláros bevétellel debütált, ami kissé elmaradt a várakozásoktól, de a gyenge konkurencia miatt így is a toplista élére került. A The Hollywood Reporter szerint a visszafogott nyitás oka a közönségtől kapott „közepes” értékelésekben és a mérsékelt kritikai fogadtatásban keresendő. A Business Insider úgy vélte, hogy a kulisszák mögötti viták valószínűleg kevésbé befolyásolták a jegyeladásokat, míg a Deadline szerint a gyengébb teljesítmény fő okai a marketingstratégia, az alapanyag korlátozott vonzereje a fiatalabb közönség számára, valamint a film látványvilágát övező negatív visszhang volt. A második hétvégén a bevétel 14,3 millió dollárra esett vissza (66%-os csökkenés), amivel a frissen bemutatott A melós mögött a második helyen végzett. A harmadik hétvégén további 6,1 millió dollárt keresett, ekkor már a negyedik helyre csúszott vissza.
A producer Marc Platt fia, Jonah Platt a nyitóheti gyengébb eredményeket részben Rachel Zegler egyik, Palesztinát támogató közösségimédia-bejegyzésének tulajdonította. A bevételi elemzők többsége azonban nem értett egyet ezzel, és inkább úgy látta, hogy a film teljesítményét az magyarázza, hogy nem sikerült igazán megszólítania sem a kritikusokat, sem a közönséget. Néhány színész és zenész nyilvánosan kiállt Zegler mellett.

### Kritikusi fogadtatás
A film vegyes kritikákat kapott. A Rotten Tomatoes kritikagyűjtő oldalon a 268 értékelés 38%-a volt pozitív; az oldal összegzése szerint „a Hófehérke Rachel Zegler ragyogó alakításának köszönhetően nem hagyja, hogy a néző Morgó arccal távozzon, bár a forrásanyag óvatos kezelése és néhány ügyetlen stilisztikai döntés így sem fog mindenkit megnyerni”. A Rotten Tomatoes kiemelte, hogy a kritikusok egyöntetűen Zeglert tartották a film legnagyobb erősségének, miközben Gal Gadot fogadtatása vegyes volt, a CGI-törpékről pedig szintén megoszlottak a vélemények. A Metacritic 51 kritika alapján 100-ból 50 pontot adott a filmnek, ami „vegyes vagy átlagos” fogadtatást jelent. A CinemaScore közönségfelmérés „B+” átlagos értékelést mutatott az A+–F skálán, a PostTrak felmérése szerint pedig a nézők 3/5 csillagot adtak, 43%-uk pedig biztosan ajánlaná a filmet. A The Hollywood Reporter megjegyezte, hogy a Disney korábbi élőszereplős feldolgozásai jellemzően az „A” kategóriában végeztek. A BBC szerint a brit kritikusok többsége lehúzta a filmet, míg az amerikai vélemények valamivel pozitívabbak voltak.
Több kritikus dicsérte Rachel Zeglert: Katcy Stephan (Variety) „ragyogó szupernóvának” nevezte, és méltatta a karakter új mélységét, amely abból fakad, hogy a lány hevesen törekszik arra, hogy azzá a vezetővé váljon, akiben apja hitt. Siddhant Adlakha (IGN) a „legjobb Disney élőszereplős feldolgozásnak” tartotta az elmúlt tíz évben, míg Brian Truitt (USA Today) szerint a „film régi történetbe ültetett modern mondanivalót talált”. Patrick Gomez (Entertainment Weekly) „a legszebb Disney élőszereplős feldolgozásként” jellemezte.
Mások kevésbé voltak elragadtatva. Nicholas Barber (BBC) szerint „a történet zsúfolt, a hangvétel zavaros, a tempó pedig döcögős”, bár szerinte „épp ez az identitásválság teszi valamiképp érdekessé”. Witney Seibold (/Film) „üresnek” nevezte a filmet, de hozzátette, hogy „legalább vannak gondolatai, ellentétben néhány újabb feldolgozással”. David Rooney (The Hollywood Reporter) a cselekményt a manapság kötelezőnek tűnő női önmegerősítési sablonként írta le, ám Zegler „meggyőződéssel és szívvel” adta el. Daniel Bayer (AwardsWatch) szerint Webb rendezése egyszerű, sallangmentes, és amikor Zegler a vásznon van, a film képes előidézni „a régi Disney varázslatot”. Dan Rubins (Slant) „számok alapján készült” modernizálásnak látta, Amy Nicholson (Los Angeles Times) pedig „a mai ellentmondások varázstükrének” nevezte. Nell Minow (RogerEbert.com) 2,5 csillagot adott a 4-ből, megjegyezve, hogy bár vannak erősebb részek, a film nem éri el az animációs változat kedvességét és fantáziáját: „ez a Hófehérke nem a legszebb a világon – csupán elfogadható”.
Voltak kifejezetten negatív vélemények is: Peter Bradshaw (The Guardian) „kimerítően borzalmasnak” nevezte, „fárasztó álprogresszív toldásokkal”, és Zeglert, valamint Gadotot is életük „legunalmasabb alakításával” illette. Johnny Oleksinski (New York Post) szerint a klasszikus animációs mesterműből „céltalan és esetlen élőszereplős gépezet” lett, ami a vetítés után azonnal feledésbe merül. Tyler Taing (DiscussingFilm) úgy vélte, Zegler lehengerlő alakításán kívül „alig van mit élvezni ebben az ügyetlen, rosszul átgondolt és cinikus Disney feldolgozásban”, még Gal Gadot „nevetségesen rossz” szövegmondása sem ér meg egy mozijegyet. Rodrigo Perez (The Playlist) szerint bár a film tartalmaz társadalmi üzeneteket, a szerelem, barátság és a jó győzelmének témái „túl ismerős és hivalkodó csomagolásban” jelennek meg. David Fear (Rolling Stone) úgy vélte, lehet, hogy nem ez a legrosszabb élőszereplős Disney adaptáció, de erős versenyző a legunalmasabb címért.
A magyar kritikák is zömmel negatívan írtak a filmről, kiemelve, hogy az eredeti meséhez, s annak 1937-es rajzfilmváltozatához képest a film női címszereplőjét utólag módosították a 21. század modern nőképéhez, ahol Hófehérke öntudatos nőként száll szembe a gonosz mostohával és győzedelmeskedik felette, nem pedig csupán a hercegi csókra vár; herceg sincs, helyette itt egy súlytalan karakterű bandita lesz Hófehérke párja, ahogy a törpék házát sem ő takarítja ki, hanem a törpéket veszi rá erre, akik mellette szinte mellékszereplőkké válnak – a címből is kihagyva őket. A cselekményt pedig megtoldották a mostoha önkényuralmával és a vele szembeni lázadással, aminek Hófehérke lesz a kulcsfigurája, miközben az eredeti mese hangulata gyakran háttérbe szorul. A kivitelezést és a színészi játékot ezzel együtt sekélyesnek, giccsesnek, didaktikusnak és hatásvadásznak írták le, kiemelve a művi CGI környezetet, állatokat és törpéket; az egyesek szerint „feminista kiáltványként” is értelmezhető filmet a sok kritikája dacára nem mindenki tekintette nézhetetlennek, ugyanakkor ők sem tartották valószínűnek, hogy a rajzfilmhez hasonló kultstátusza legyen, ezen kívül felemlegették, hogy olyan Hófehérke-feldolgozások, mint a Tükröm, tükröm vagy a Hófehér és a vadász sokkal jobban, kevésbé direkten modernizálták Hófehérke meséjét.